# 哈佛大道站
哈佛大道站（英語：Harvard Avenue station）位于马萨诸塞州波士顿奥尔斯顿，是马萨诸塞湾交通局运营的轻轨绿线B支线车站。车站设在联邦大道与哈佛大道交汇路口，周围是住宅区和被称为韩国城的商业区，附近有各种亚洲餐馆。铁轨沿着联邦大道延伸，车站由两块侧式站台组成，分居哈佛大道两侧。该站为无障碍车站。

## 历史

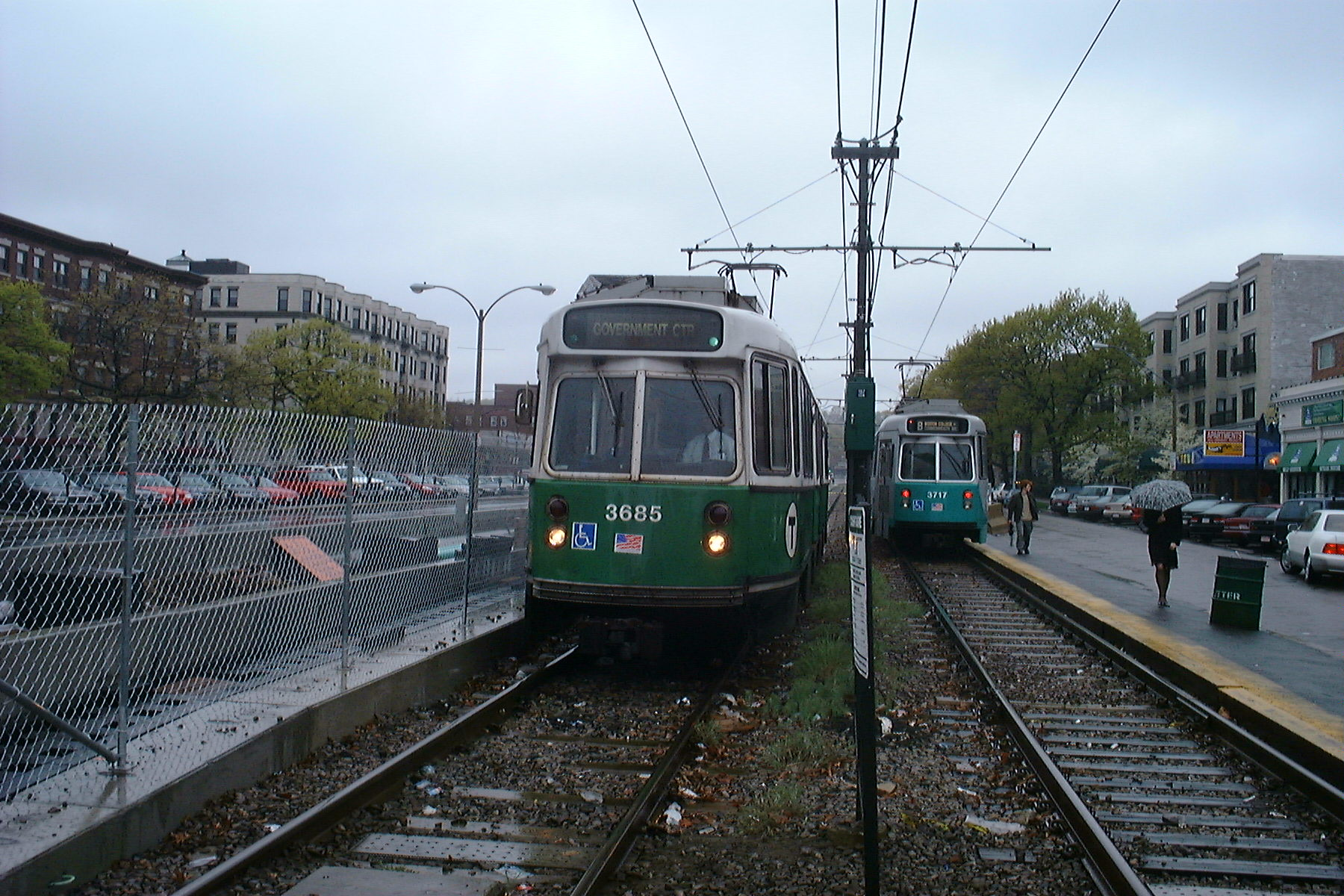
2002年4月车站重建工作

哈佛大道站是轻轨绿线地表车站中第二繁忙的车站，最繁忙的车站是柯立芝角站。据统计，2014年工作日日均客流量为4077人。由于车站是奥尔斯顿区最主要的轻轨车站，同时也是布莱顿区的东入口，车站十分繁忙。除此以外，车站是主要公交线路66路的换乘车站，该公交线横穿奥尔斯顿和布鲁克莱恩，将居民送往最近的轻轨站。
由于客流量巨大，哈佛大道站是绿线地表车站中第一个改造成无障碍的车站，于2001年至2002年重建升高站台，便于轮椅上下8型列车。工程开始于2001年11月，2002年10月完工。工程的延期导致类似的波士顿大学东站、波士顿大学中央站工程跟着延期。施工期间，在车站对面方向建有临时车站以供使用。
哈佛大道站是B支线上仅有的五座无障碍车站之一，其余车站为波士顿大学东站、波士顿大学中央站、华盛顿街站和波士顿学院站。